# Now and Zen
Now and Zen es el cuarto álbum de estudio del cantante británico de rock Robert Plant, publicado en 1988 por el sello Es Paranza en el Reino Unido y distribuido en el resto de los países por Atlantic Records. Es el primer disco sin los músicos Robbie Blunt, Paul Martinez y Jezz Woodroffe, quienes por diferencias musicales con Plant renunciaron a finales de 1985. Por ello, esta producción contó con nuevos integrantes entre los que destacó el tecladista Phil Johnstone, que colaboró además con la composición de algunas canciones y como coproductor.
A diferencia de Shaken 'n' Stirred de 1985, Plant decidió regresar al rock y dejar atrás los sonidos de los teclados y sintetizadores usados en dicha producción. Además, y como invitado especial figura su excompañero en Led Zeppelin, Jimmy Page, que tocó la guitarra en las canciones «Heaven Knows» y «Tall Cool One». Por otro lado, el 2007 el sello Rhino lo remasterizó con tres pistas adicionales en vivo; «Billy's Revenge» y «Tall Cool One», grabadas en 1990, y «Ship of Fools», registrada en 1993.

## Comentarios de la crítica
Luego de su lanzamiento recibió positivas críticas de la prensa especializada, hasta el punto de considerarlo como el mejor de su carrera solista. Vik Iyengar del sitio Allmusic mencionó que si bien Plant usa letras misteriosas y místicas, aquí escribió alguna más directas, y la forma como se complementan con los arreglos melódicos son parcialmente responsables del éxito comercial del álbum, al cual denominó el mejor de su carrera. Kurt Loder de la revista Rolling Stone lo aclamó afirmando que «...es un tipo de evento estilístico: una fusión de pop con una guitarra de hard rock, una magnífica informatización y un arte sorprendente». Robert Christgau para The Village Voice lo encontró superior sus dos álbumes anteriores más atractivos —Pictures at Eleven y The Principle of Moments—  y que en el mejor de los casos, está lejos de ser olvidable. Además, consideró que la música era un cruce en su anterior banda y The Cars.
Al respecto, en una entrevista a Plant realizada en 2005 por la revista Uncut sobre el éxito del disco, indicó que: «...cuando Now and Zen salió en 1988, parecía que era grande otra vez. Fue un álbum top 10 en ambos lados del Atlántico. Pero si lo escucho ahora, me doy cuenta que muchas de las canciones se perdieron en la tecnología de la época».

## Recepción comercial
Now and Zen marcó el regreso a los primeros lugares en las listas mundiales, luego que su álbum anterior lograra un leve éxito en algunos países. En el Reino Unido logró el puesto 10 en los UK Albums Chart y en 1992 fue certificado con disco de oro por el organismo British Phonographic Industry, luego de vender más de 100 000 copias en dicho país. Por su parte, en los Estados Unidos alcanzó el puesto 6 en la lista Billboard 200 y en 2001 se certificó con triple disco de platino por la RIAA, tras superar los 3 millones de ejemplares comercializados, siendo su álbum más vendido en el país norteamericano.
Para promocionarlo se lanzaron algunas canciones como sencillos; «Heaven Knows», que logró el puesto 33 en la lista de sencillos del Reino Unido, mientras que «Tall Cool One» y «Ship of Fools» ingresaron en las posiciones 87 y 76 en dicho conteo. En cuanto en los Estados Unidos, «Ship of Fools» alcanzó la casilla 84 y «Tall Cool One» llegó hasta el lugar 25 en los Billboard Hot 100. Además, ambas entraron en la lista Mainstream Rock Tracks en los puestos 3 y 1 respectivamente. Por su parte, «Heaven Knows», «Dance On My Own» y «Walking Towards Paradise» se ubicaron en las posiciones 1, 10 y 39 del conteo Mainstream estadounidense.

## Lista de canciones
| N.º | Título                     | Escritor(es)                   | Duración |  |
| 1.  | «Heaven Knows»             | Johnstone, David Barratt       | 4:06     |  |
| 2.  | «Dance On My Own»          | Plant, Johnstone, Robert Crash | 4:30     |  |
| 3.  | «Tall Cool One»            | Plant, Johnstone               | 4:40     |  |
| 4.  | «The Way I Feel»           | Plant, Johnstone, Boyle        | 5:40     |  |
| 5.  | «Helen of Troy»            | Plant, Johnstone               | 5:06     |  |
| 6.  | «Billy's Revenge»          | Plant, Johnstone               | 3:34     |  |
| 7.  | «Ship of Fools»            | Plant, Johnstone               | 5:01     |  |
| 8.  | «Why»                      | Plant, Crash                   | 4:14     |  |
| 9.  | «White, Clean and Neat»    | Plant, Johnstone               | 5:28     |  |
| 10. | «Walking Towards Paradise» | Jerry Lynn Williams            | 4:40     |  |

| Pistas adicionales en remasterización de 2007 |                                              |                  |          |  |
| N.º                                           | Título                                       | Escritor(es)     | Duración |  |
| 11.                                           | «Billy's Revenge» (en vivo, grabado en 1990) | Plant, Johnstone | 6:00     |  |
| 12.                                           | «Ship of Fools» (en vivo, grabado en 1993)   | Plant, Johnstone | 10:35    |  |
| 13.                                           | «Tall Cool One» (en vivo, grabado en 1990)   | Plant, Johnstone | 5:07     |  |

## Posicionamiento en listas musicales
| País           | Lista (1988)                     | Posición |
| -------------- | -------------------------------- | -------- |
| Alemania       | Media Control Charts             | 48       |
| Australia      | ARIA Charts                      | 27       |
| Canadá         | RPM Top 100 Albums               | 4        |
| Estados Unidos | Billboard 200                    | 6        |
| Noruega        | VG-lista                         | 12       |
| Países Bajos   | Dutch Top 100 Album              | 31       |
| Nueva Zelanda  | Official New Zealand Music Chart | 7        |
| Reino Unido    | UK Albums Chart                  | 10       |
| Suecia         | Sverigetopplistan                | 18       |

| País           | Lista (1988)       | Posición |
| -------------- | ------------------ | -------- |
| Canadá         | RPM Top 100 Albums | 19       |
| Estados Unidos | Billboard 200      | 20       |

## Certificaciones discográficas
| País           | Organismo certificador | Certificación     | Ventas certificadas | Ref.   |
| -------------- | ---------------------- | ----------------- | ------------------- | ------ |
| Estados Unidos | RIAA                   | 3x Triple platino | 3 000               | [ 12 ] |
| Reino Unido    | BPI                    | Oro               | 100 000             | [ 10 ] |

## Músicos
| - Robert Plant: voz - Doug Boyle: guitarra - Phil Scragg: bajo - Phil Johnstone: teclados - Chris Blackwell: batería | Artistas invitados - Jimmy Page: guitarra en «Heaven Knows» y «Tall Cool One» - David Barratt: teclados adicionales - Toni Halliday, Kirsty MacColl y Marie Pierre: coros |